# Adriano Celentano
Adriano Celentano (Milán, 6 de enero de 1938) es un cantante, compositor, actor y cineasta italiano. 

## Trayectoria artística

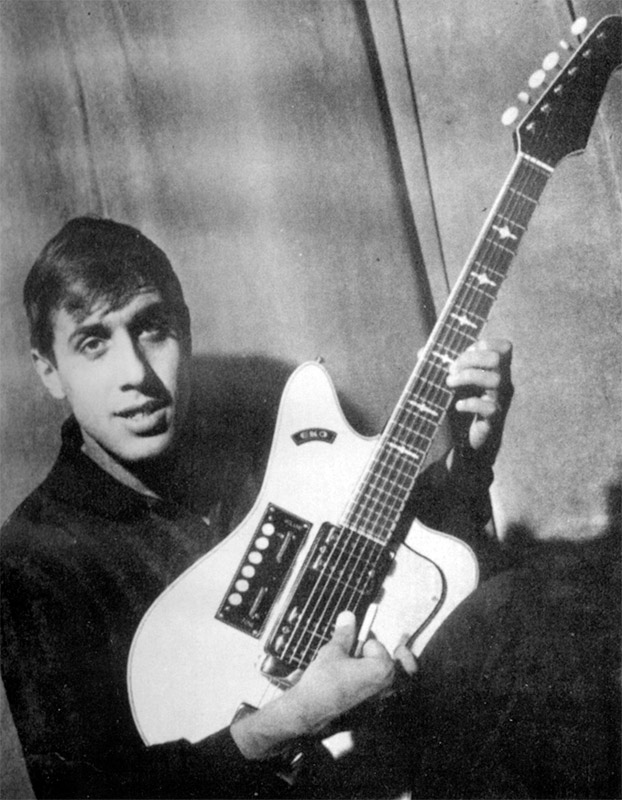
Celentano con una guitarra Eko

Adriano Celentano nació en Milán en el 14 Via Gluck, el 6 de enero de 1938, calle sobre la que más tarde, en 1966, escribió la famosa canción "Il ragazzo della via Gluck" ("El chico de la calle Gluck"). Sus padres eran de Foggia, en la región sureña de Apulia, y se habían trasladado al norte para trabajar. De carácter inquieto y extrovertido, Adriano incursionó con éxito en varios campos artísticos.
Celentano se inició en el mundo del espectáculo actuando como imitador y cómico en los cabarets de su ciudad natal. Su debut oficial como cantante tuvo lugar en 1957 en el transcurso del Primer Festival del Rock and Roll celebrado en el palacio de hielo de Milán. Fuertemente influenciado por su ídolo Elvis Presley, así como por la revolución del rock de la década de 1950, también conoció el baile de moda del hula hoop. Desde entonces, empezó a interpretar canciones inspiradas en géneros tan diversos como la música soul, el tango, los valses, etcétera. A partir del año 1965, empezó a dedicarse al cine, trabajando como director y como actor.
Ha mantenido su popularidad en Italia, vendiendo millones de discos y apareciendo en numerosos programas de televisión y películas. En este último sentido, también ha sido creador de un género cómico, con su andar característico y sus expresiones faciales. En su mayor parte, sus películas fueron un éxito comercial y, de hecho en la década de 1970 y parte de la década de 1980, él era el rey de la taquilla italiana en películas de bajo presupuesto.
Como actor, los críticos señalan a Serafino (1968), dirigida por Pietro Germi, como su mejor trabajo. Allí, Celentano encarnó a un joven napolitano, que cada vez que lo llamaban por su nombre, respondía siempre cantando las estrofas de "Mamma", una vieja tonada de dicho pueblo.
Como director de cine, con frecuencia contrató a Ornella Muti, Eleonora Giorgi y a su esposa Claudia Mori. Él y Claudia tienen tres hijos, Rosita, Giacomo y Rosalinda Celentano. Con respecto a Rosalinda, lo más notable para las audiencias en todo el mundo fue su papel de Satanás en La Pasión de Cristo (2004), de Mel Gibson. Adriano también trabaja a menudo en varios programas de televisión italianos.
En su extensa y prolífica carrera musical ha publicado cuarenta álbumes, que comprenden veintinueve álbumes de estudio, tres álbumes en vivo y ocho compilaciones. Entre sus canciones más famosas están "La coppia piu' bella del mondo" (1967), que vendió más de un millón de copias y por la que le fue concedido un disco de oro; "Azzurro" (1968), con letra de Paolo Conte, y su gran éxito internacional, "Prisencolinensinainciusol" (1972).
Celentano fue referencia en 1979 en la canción y sencillo del cantante británico Ian Dury y The Blockheads, "Reasons to be Cheerful, Part 3" ("Razones para estar alegre, parte 3"), como una de las antes mencionadas "razones para estar alegre”.
Adriano Celentano ha sido vegetariano desde 2005 y defiende los derechos de los animales.
Dos de sus canciones, "Piccola" y "Prisencolinensinainciusol", aparecen en la serie Fargo, la primera en el sexto capítulo de la primera temporada, titulado "Buridan's Ass", y la segunda en el primero de la tercera temporada, titulado "The Law of Vacant Places".

## El éxito musical

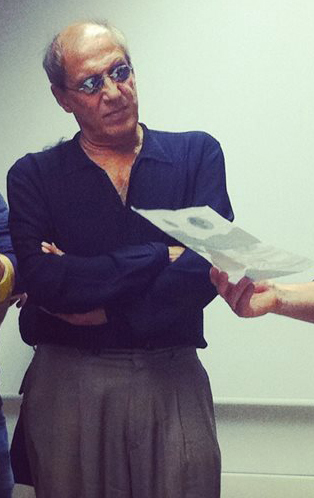
Celentano en 2013.

En la música, a principios de los setenta Adriano estuvo casi constantemente en las listas de éxitos italianas con canciones como "Viola" (años más tarde la interpretó como un dúo con Ivano Fossati), “Sotto le lenzuola” ("Bajo las sábanas", la última canción con la que participó en el Festival de San Remo en 1971), y “Er più”, escrita por Carlo Rustichelli y que figura en la banda sonora de la película del mismo nombre.
El año 1972 fue en el que Celentano toma abiertamente una posición ecologista con la canción “Un albero di trenta piani” ("Un arbòl de 30 pisos”), con la que consiguió el éxito tanto en la península ibérica como en el mercado de América Latina. La canción está contenida en un LP, I mali del secolo (Los males del siglo), donde cada tema aborda un problema social (crisis de la droga de la familia). En el disco colabora en el coro Giuni Russo.
Pero es con "Prisencolinensinainciusol", publicada el 3 de noviembre de 1972, una canción escrita en lengua extraña celentanesca, cantada con sonidos laberínticos en pseudo-inglés que conquistó un récord mundial: la canción, de hecho (considerada por Celentano como el primer rap italiano, la semilla de rap, como ha definido la canción en un remake de 1994), entró en las listas en los Estados Unidos (N.º 70 en Billboard) antes que en Italia, aspecto más que singular para un cantante italiano.
Celentano motivó la letra de la canción diciendo que "acababa de grabar un álbum de canciones en las que quería decir algo, y quería hacer algo que no significaba nada".
En Italia, el éxito no llegó pronto (fue hasta 1974), cuando el tema se convierte en símbolo del programa radiofónico Gran Varietà. El sencillo entró en las listas en ese momento y logró escalar hasta la quinta posición de discos más vendidos, resultando al final el decimocuarto sencillo más vendido en Italia para ese año.
En 1995 los hermanos Visnadi (en ese entonces compositores y productores de música house) remezclaron la canción y dejaron algunas otras versiones, una de ellas que reflejan el espíritu y la estructura de la original, pero el ritmo inyecta nueva energía y sonido; se incluyó en la colección de tres discos, titulado Unicamente Celentano (2006).
"Prisencolinensinainciusol" fue reinterpretada en esta nueva versión en un episodio del programa Francamente me ne infischio, de Rai 3, en 2006, junto a los cantantes Manu Chao y Piero Pelù.

## Otros datos
- Celentano está casado con Claudia Mori, actriz italiana, desde 1964. Ambos se casaron en secreto por la noche, en la Iglesia de San Francisco en Grosseto, Toscana, y son padres de Rosita (1965), Giacomo (1966) y Rosalinda Celentano.
- Celentano fue apodado en su país "Il molleggiato" (El elástico) por su forma de bailar. Esa vitalidad explosiva y espontánea alegría encontraba en Celentano un intérprete muy especial porque desde siempre unió a la de cantante su condición de 'showman', frecuentemente con un punto histérico a lo Jerry Lewis.
- Desde 1991, Claudia Mori es la administradora delegada de la compañía discográfica de la familia, Clan Celentano S.R.L. Entre su discografía de éxitos están: "Non succederà più", "La coppia più bella del mondo" (en dueto con su marido), "Buonasera dottore", "Il principe" y "Chiudi la porta".
- Claudia participó en varias películas de Adriano, pero desde 1994 se dedicó completamente a la administración del Clan, sucediendo al hermano de su esposo, Alessandro Celentano.
- Entre las canciones de Adriano Celentano destacan: "Azzurro" (con letra de Paolo Conte), "Yupi Du" y "Chi non lavora non fa l'amore" (Quien no trabaja, no hace el amor), con la que participó junto a su esposa en el Festival de la Canción de San Remo. Otros éxitos suyos son "Il ragazzo della Via Gluck" (El muchacho de la calle Gluck), "Io non so parlar d'amore" (Yo no sé hablar de amor), Soli (con letra de Toto Cutugno) y su mayor éxito en Latinoamérica, "Susana" (Susanna, en italiano), versión del original del grupo neerlandés VOF de Kunst (también conocido como The Art Company).

## Filmografía

### Películas
- Serafino (1968)
- Blanco, rojo y... (1972)
- Rugantino (1973)
- Los cinco días (1973)
- El que se vino de Nápoles (1974)
- Bluff, Los embrollones (1976)
- La otra mitad del cielo (1976)
- Mi querido Hitler (1978)
- Manos de terciopelo (1979)
- Sábado, domingo y viernes (1979)
- Horacio y el bailón de D. Fulgencio (1980)
- El solterón domado (1980)
- Asso (1981)
- Furiosamente enamorado (1981)
- Jaleo en el hotel Excelsior (1982)
- Bingo Bongo (1983)
- Señas particulares: hermosísimo (1983)

Como director, realizó las siguientes películas:
- Super Rapina a Milano (1964), codirigida con Piero Vivarelli
- Yuppi Du (1975)

### Programas de televisión
- Adriano Clan (1964)
- Adriano Clan 2 (1965)
- C'è Celentano (1972)
- Arriva il Celebre (1977)
- Fantastico 8, en la RAI, junto a Heather Parisi, Renato Rascel, Marisa Laurito, Teo Teocoli (conocido en Italia por su personaje, el juez Rocco Tarrocco) y elenco (1987-1988).
- Svalutation (1992)
- The X-Files (episodios: "El espacio exterior de Jose Chung", "Agua Mala", "Arcadia", como Policeman/Monster, 1996–1999)
- Francamente me ne infischio (1999)
- 125 milioni di caz..te (2001)
- Rockpolitik (2005)

## Discografía

### Álbumes de estudio
- Azzurro (1960)
- Peppermint twist (1962)
- A New Orleans (1963)
- Super (1965)
- Il ragazzo della via Gluck (1966)
- Una ragazza in un pugno (1968)
- Le robe che ha detto Adriano (1969)
- Il Forestiero (1970)
- Er Più (1971)
- Con me nel Clan (1971)
- I Mali Del Secolo (1972)
- Nostalrock (1973)
- Yuppi Du (1974)
- Bellissima (1975)
- I miei americani (1984)
- Joan Lui (1985)
- I miei americani 2 (1986)
- La pubblica ottusità (1987)
- Il re degli ingnoranti (1991)
- Quel punto (1994)
- Mondo in mi 7a (1996)
- Mina Celentano (1998)
- Io non so parlar d'amore (1999)
- Esco di rado (e parlo ancora meno) (2000)
- Il cuore, la voce (2001)
- Per sempre (2002)
- Le volte che Celentano è stato 1 (2003)
- C'è sempre un motivo (2004)
- L'indiano (single) (2005)
- La Tigre e il Molleggiato (2006)
- Dormi Amore, la situazione non e buona (2007)
- L'Animale (2008)
- Facciamo finta che sia vero (2011)

## Procesos judiciales

### Monólogo contra la caza
En un episodio del programa Fantástico 1987, durante la campaña del referéndum abrogativo de 1987, uno de cuyos temas era la regulación de las actividades cinegéticas, Celentano pronunció un largo monólogo contra la caza en el que se autodenominó "hijo de la foca". Tras proyectar una película de Greenpeace que documentaba la sangrienta matanza de crías de foca a manos de cazadores para el comercio de pieles, invitó a los votantes a escribir la frase "La caza va contra el amor" en las papeletas, ignorando que este acto provocaría la anulación de las papeletas. La frase incriminada, escrita de su puño y letra por el propio Adriano en una pizarra colocada en el centro del escenario, también fue motivo de polémica debido a un craso error ortográfico: Celentano, de hecho, escribió "La caza es contra el amor" (con y sin acento) y luego continuó el monólogo sin darse cuenta en ningún momento del error.
Por este hecho, Adriano Celentano fue juzgado por el Tribunal de lo Criminal de Roma en febrero de 1988 y de nuevo en junio del mismo año, pero fue absuelto en enero de 1989.
Sin embargo, este asunto judicial no parece haber penalizado moralmente a Adriano, quien, irónicamente, lo consideró un juego democrático de los jueces.

### Litigio contra Aldo Grasso
Durante uno de sus monólogos en el festival de Sanremo en 2012, Celentano llamó al periodista y crítico de televisión Aldo Grasso "imbécil que escribe idioteces en el Corriere della Sera". Por este motivo, fue condenado por el Tribunal de Milán en septiembre de 2015 a pagar 30.000 euros en concepto de daños y perjuicios, más las costas judiciales, para indemnizar a Grasso.

## Influencia cultural

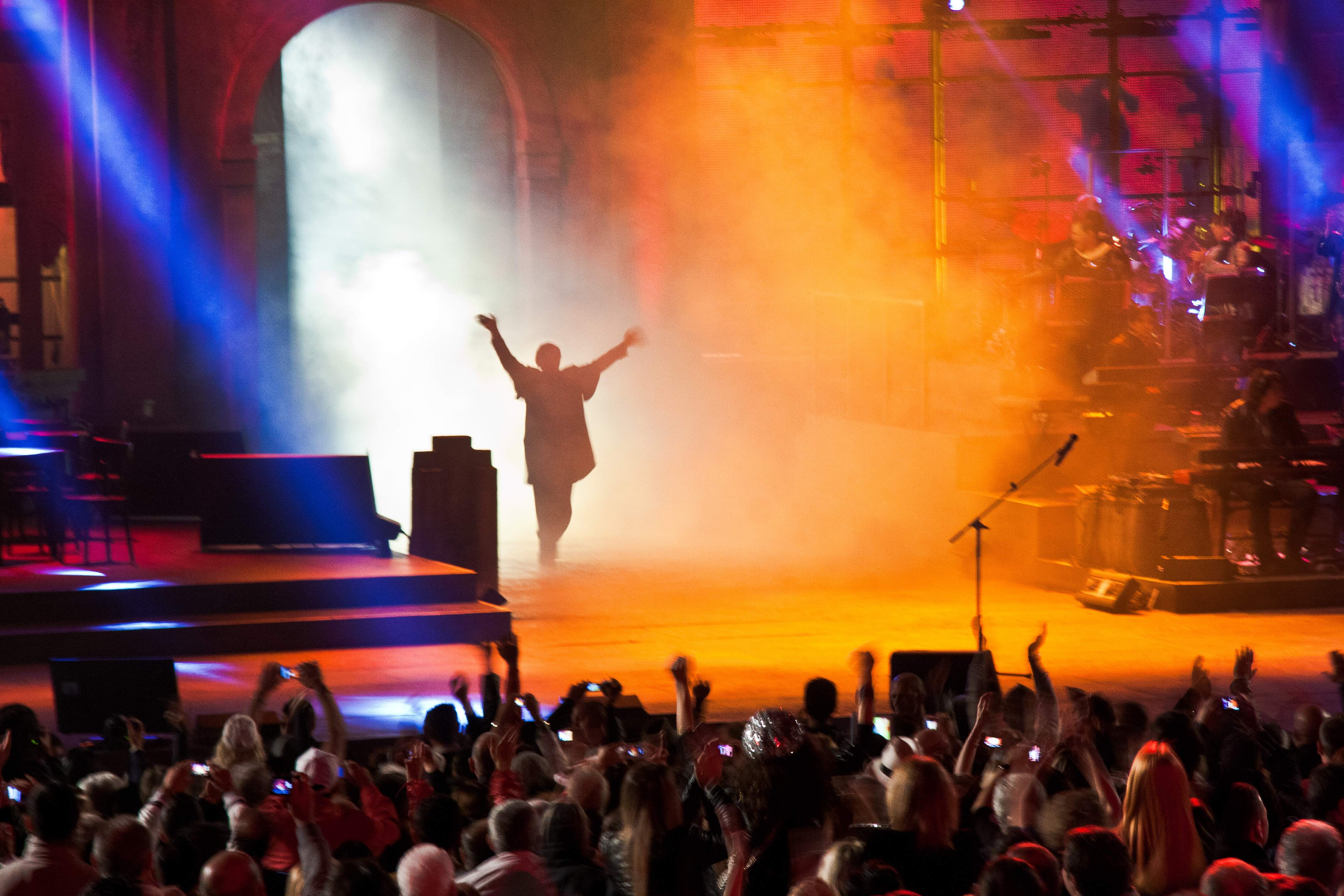
Adriano Celentano al final de Rock Economy (2012).

Celentano es uno de los artistas italianos más imitados por otros cantantes, como Gianni Morandi al principio de su carrera y Toto Cutugno, que a lo largo de su carrera se presentó esencialmente como un Celentano neomelódico, o por cómicos que han parodiado su estilo, como Teo Teocoli,que toma sus movimientos, gestos y dialéctica, caricaturizándolo en diversos programas. También surgió una amistad entre ambos, hasta el punto de que Teocoli fue invitado en algunos programas de Celentano como Francamente me ne infischio y Rockpolitik.Otros cómicos como Max Tortora y David Pratelli, como parte del programa deportivo de Rai 2 Quelli che il calcio, también le han imitado en varias ocasiones, y en 2016 Checco Zalone retomó su estilo musical y su forma de cantar para la canción "La Prima Repubblica", banda sonora de su película Quo vado?, recibiendo el aprecio del propio Adriano. La banda italiana de pop-rock A Toys Orchestra le menciona en el título de una canción de su álbum Midnight Talks. Una banda tributo ha realizado una serie de conciertos en Italia y en el extranjero para una gira conocida como Il re degli ignoranti, en la que rehacen sus canciones imitando su estilo.
La canción Prisencolinensinainciusol es, según varias fuentes, uno de los primeros raps de la historia, tesis alimentada por su éxito en 2009 en los Estados Unidos y Canadá, decretando una segunda juventud. También fue el primero en escribir una canción en 1966 basada en un solo acorde, Mundo en mi séptima.